# Smaragdina maharashtra
Smaragdina maharashtra es una especie de insecto coleóptero de la familia Chrysomelidae.
Fue descrita científicamente en 2007 por Kantner & Bezdek.